# 李津津
李津津（1971年2月—），天津人，中华人民共和国外交官，曾任中华人民共和国驻乍得共和国特命全权大使和中华人民共和国驻加蓬共和国特命全权大使。

## 生平
1994年，进入中华人民共和国外交部工作，先后在外交部礼宾司、驻突尼斯大使馆、外交部非洲司任职。2004年，挂职内蒙古自治区人民政府外事办公室副处长。2005年，回任外交部非洲司副处长，后升处长。2009年，任驻摩洛哥大使馆参赞。2013年，任外交部礼宾司参赞。2018年7月，出任中华人民共和国驻乍得大使。2022年5月，自驻乍得大使离任。8月，出任中华人民共和国驻加蓬大使。2024年3月，自驻加蓬大使离任，调任外交部礼宾司副司长兼使团事务办公室主任。

## 家庭
已婚，有两女。

## 荣誉

### 外国勋章奖章
- 乍得国家军官勋章（乍得，2022年5月23日于恩贾梅纳颁发[8]）